# Грос-Мільцов
Грос-Мільцов (нім. Groß Miltzow) — громада в Німеччині, розташована в землі Мекленбург-Передня Померанія. Входить до складу району Мекленбургіше-Зенплатте. Складова частина об'єднання громад Вольдег.
Площа — 48,54 км2. Населення становить 982 ос. (станом на 31 грудня 2020).